# (5741) Akanemaruta
(5741) Akanemaruta est un astéroïde de la ceinture principale.

## Description
(5741) Akanemaruta est un astéroïde de la ceinture principale. Il fut découvert le 2 décembre 1989 à Oohira par Oohira. Il présente une orbite caractérisée par un demi-grand axe de 2,86 UA, une excentricité de 0,11 et une inclinaison de 3,2° par rapport à l'écliptique.

## Compléments